# 3 september
3 september is de 246ste dag van het jaar (247ste dag in een schrikkeljaar) in de Gregoriaanse kalender. Hierna volgen nog 119 dagen tot het einde van het jaar.

## Gebeurtenissen
- Algemeen
  - 1906 - De Vereniging Natuurmonumenten doet haar eerste aankoop, het Naardermeer.
  - 1957 - In Little Rock, Arkansas, proberen de eerste Afro-Amerikanen naar de middelbare school te gaan. Als zij bij de school aankomen worden ze uitgescholden en weggepest.
  - 1981 - Het Verdrag inzake de uitbanning van alle vormen van discriminatie van vrouwen wordt van kracht.
  - 1992 - In Madagaskar dreigt hongersnood. Zeker 830.000 mensen lopen acuut gevaar, waarschuwt het World Food Programme.
  - 1995 - eBay wordt opgericht.
  - 2004 - De op 1 september begonnen gijzeling van schoolkinderen en leraren van een school in Beslan (Rusland) door Tsjetsjeense terroristen eindigt in een bloedige aanval van Russische militairen, waarbij 331 kinderen en volwassenen omkomen.
  - 2021 - In een supermarkt in Auckland (Nieuw-Zeeland) steekt een man zes mensen neer en wordt daarna doodgeschoten door de politie. Er wordt uitgegaan van een terroristisch motief. De man zou trouw hebben gezworen aan IS.[1]
- Media
  - 1966 - Eerste uitzending van de televisieserie Ja zuster, nee zuster.[2]
  - 1975 - Eerste uitzending van Hilversum 3 in stereo. Ingebruikname stereo DJ meubel.
  - 2005 - Eerste uitzending van ouderenomroep MAX.
  - 2007 - Eerste uitzending van Flikken Maastricht.[3]
- Muziek
  - 1962 - Op 13-jarige leeftijd treedt de violiste Emmy Verhey voor het eerst voor publiek op. In het Kurhaus in Scheveningen speelt zij het vioolconcert van Tsjaikovski voor 2500 toeschouwers.
  - 1982 - Nabij San Bernardino in Californië gaat de eerste editie van het driedaagse US Festival van start. Het is met 400.000 bezoekers het drukst bezochte festival sinds Woodstock in 1969.[2]
  - 2006 - Madonna geeft het eerste van twee omstreden concerten in de Amsterdam ArenA, in het kader van haar Confessions Tour. Tijdens het nummer Live to Tell hangt ze aan een kruis, terwijl ze een doornenkroon draagt.[2]
  - 2009 - Op Forest Lawn Memorial Park in Glendale is popster Michael Jackson, 70 dagen na zijn dood, begraven.
- Oorlog
  - 36 v.Chr. - Slag bij Naulochus Marcus Vipsanius Agrippa verslaat Sextus Pompeius
  - 1651 - Slag bij Worcester - Definitieve overwinning van Cromwell op de koningsgezinden in de Engelse burgeroorlog. Karel II van Engeland ontsnapt en vlucht naar Frankrijk.
  - 1783 - De Vrede van Parijs wordt getekend, dit betekent het einde van de Amerikaanse Onafhankelijkheidsoorlog.
  - 1939 - Frankrijk en het Verenigd Koninkrijk verklaren de oorlog aan nazi-Duitsland.
  - 1939 - Het Britse passagiersschip SS Athenia wordt door de U-30 tot zinken gebracht.
  - 1943 - Tweede Wereldoorlog: invasie van Italië door geallieerde troepen.
  - 1944 - Tweede Wereldoorlog: de geallieerde troepen bevrijden Brussel.
- Politiek
  - 301 - San Marino wordt gesticht door Sint Marinus.
  - 1189 - Richard I van Engeland wordt gekroond in Westminster.
  - 1967 - Nguyen Van Thieu wordt gekozen als president van Zuid-Vietnam.
  - 1967 - Zweden schakelt over van links- naar rechtsrijden, (zie Dagen H).
  - 1971 - Qatar wordt onafhankelijk van het Verenigd Koninkrijk.
  - 1987 - Legermajoor Pierre Buyoya pleegt een staatsgreep in Burundi en zet president Jean Baptiste Bagaza af.
  - 2021 - Demissionair minister Tamara van Ark (VVD) maakt bekend dat ze ontslag neemt vanwege gezondheidsredenen. Ze is het 9e bewindslid van het kabinet-Rutte III dat hiermee vroegtijdig vertrekt.[4]
- Religie
  - 590 - Gregorius I wordt paus.
  - 1914 - Kardinaal Giacomo della Chiesa wordt gekozen tot Paus Benedictus XV.
  - 2000 - Zaligverklaring van paus Pius IX (1846-1878) en paus Johannes XXIII (1958-1963).
- Sport
  - 1899 - Ernest Grisar richt beerschot VAC op.
  - 1955 - Opening van het Estadio Ramón de Carranza in de Spaanse stad Cadiz.
  - 1967 - Eddy Merckx wordt in Heerlen wereldkampioen wielrennen.
  - 1975 - Het Nederlands voetbalelftal wint in Nijmegen met 4-1 van Finland in de kwalificatiereeks voor het EK voetbal 1976, onder meer door drie doelpunten van Willy van der Kuylen.
  - 1987 - Bij de WK atletiek in Rome verbetert de Oost-Duitse atleet Thomas Schönlebe het Europese record op de 400 meter: 44,33 seconden.
  - 1989 - Het Chileens voetbalelftal weigert het WK-kwalificatieduel tegen Brazilië uit te spelen, nadat doelman Roberto Rojas naar eigen zeggen is geraakt door vuurwerk dat vanaf de tribunes gegooid zou zijn. De wereldvoetbalbond FIFA schorst Chili later omdat het incident niet bewezen kan worden.
  - 2023 - Max Verstappen wint zijn tiende Formule 1-race op rij; hij wint de GP van Italië en verbetert zo het record van Sebastian Vettel uit 2013.[5]
  - 2023 - Valentin Madouas uit Frankrijk wint de 87e editie van de Bretagne Classic. Zijn landgenoot Mathieu Burgaudeau wordt tweede en de Oostenrijker Felix Großschartner komt als derde over de finish.[6]
  - 2023 - De Nederlandse volleybalsters winnen in Brussel bij het EK volleybal een bronzen medaille door de Italiaanse dames met 3-0 te verslaan. Het Turkse team wint goud door het Servische team in de finale te verslaan in vijf sets.[7]
- Wetenschap en technologie
  - 1808 - Introductie van een voorloper van het periodiek systeem door John Dalton.
  - 1976 - Viking 2 landt op Mars.
  - 1978 - Landing van Sojoez 29 met bemanning commandant Vladimir Kovaljonok en boordwerktuigkundige Aleksandr Ivantsjenkov na een missie naar het Saljoet 6 ruimtestation van 140 dagen.[8]
  - 1991 - Het Super Nintendo Entertainment System wordt op de markt gebracht.
  - 2006 - Het SMART-1 (Small Missions for Advanced Research and Technology) ruimtevaartuig van ESA wordt opzettelijk in botsing met de Maan gebracht om astronomen de kans te geven om informatie te achterhalen over inslagen van meteoren.[9]
  - 2022 - Lancering met een Lange Mars 4C raket van China Aerospace Science Corporation (CASC) vanaf lanceerbasis Jiuquan van de Yaogan 33-02 missie met de gelijknamige militaire spionagesatelliet.[10]

## Geboren

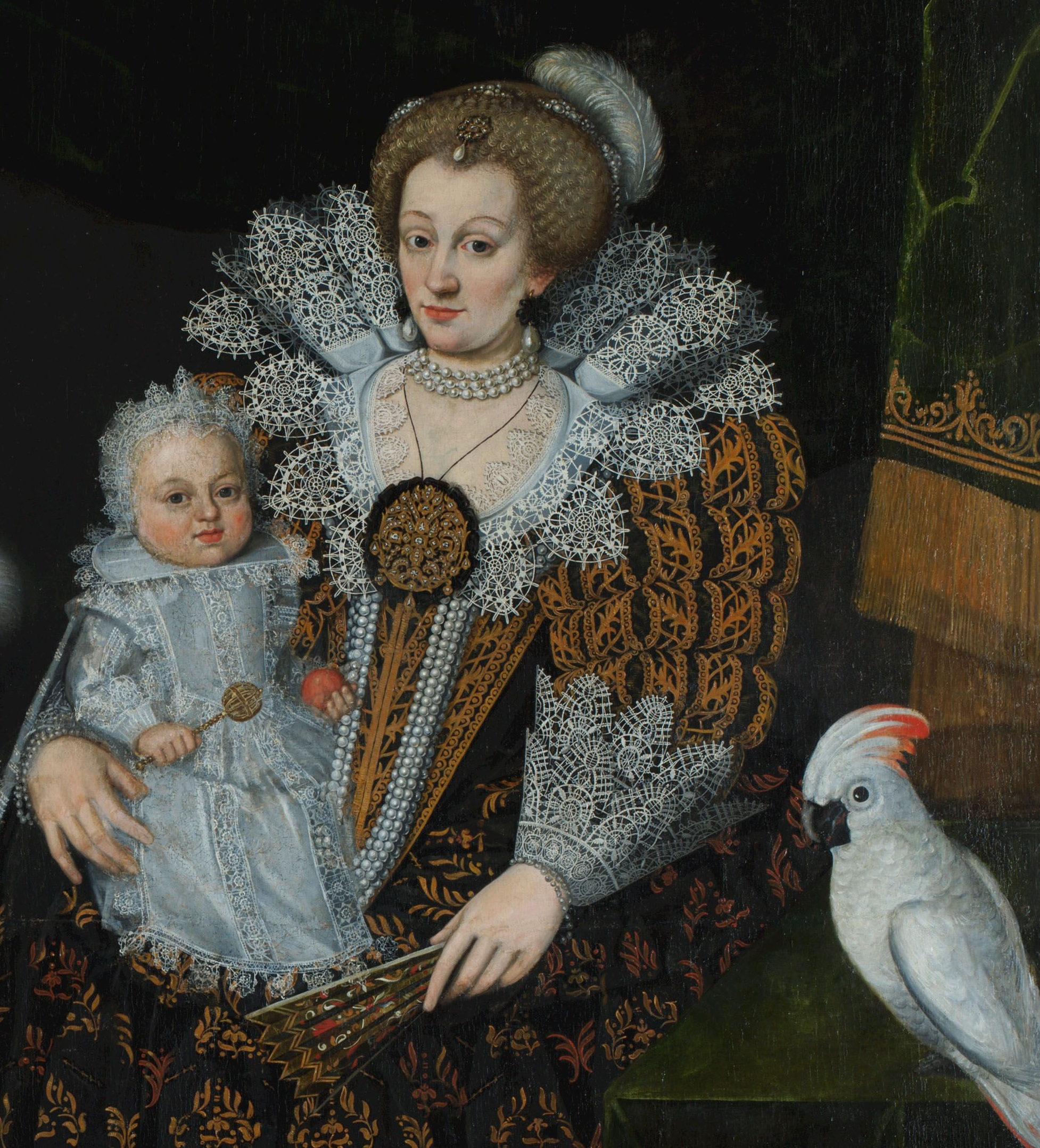
Juliana van Nassau-Siegen
geboren in 1587

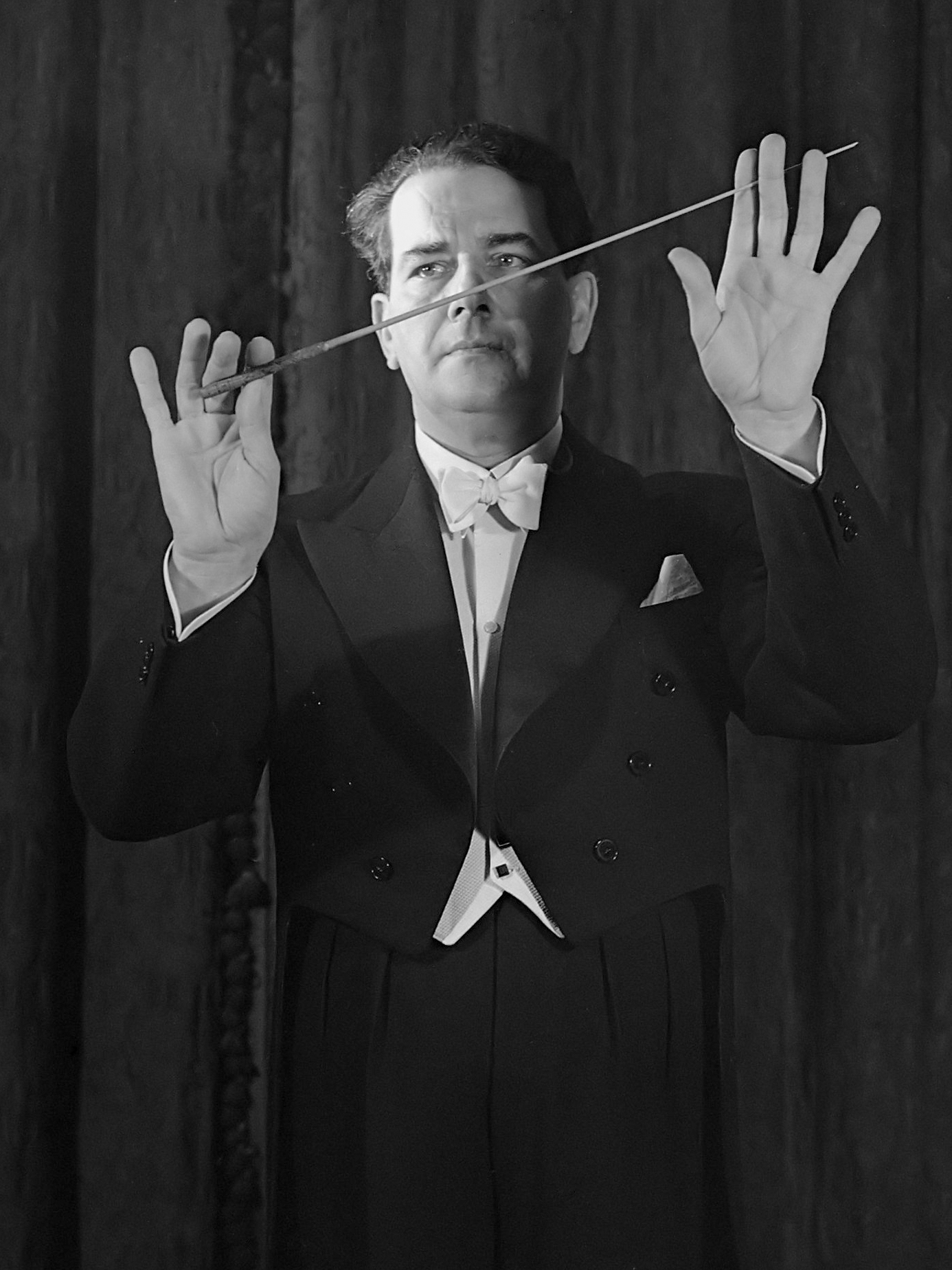
Eduard van Beinum
geboren in 1900

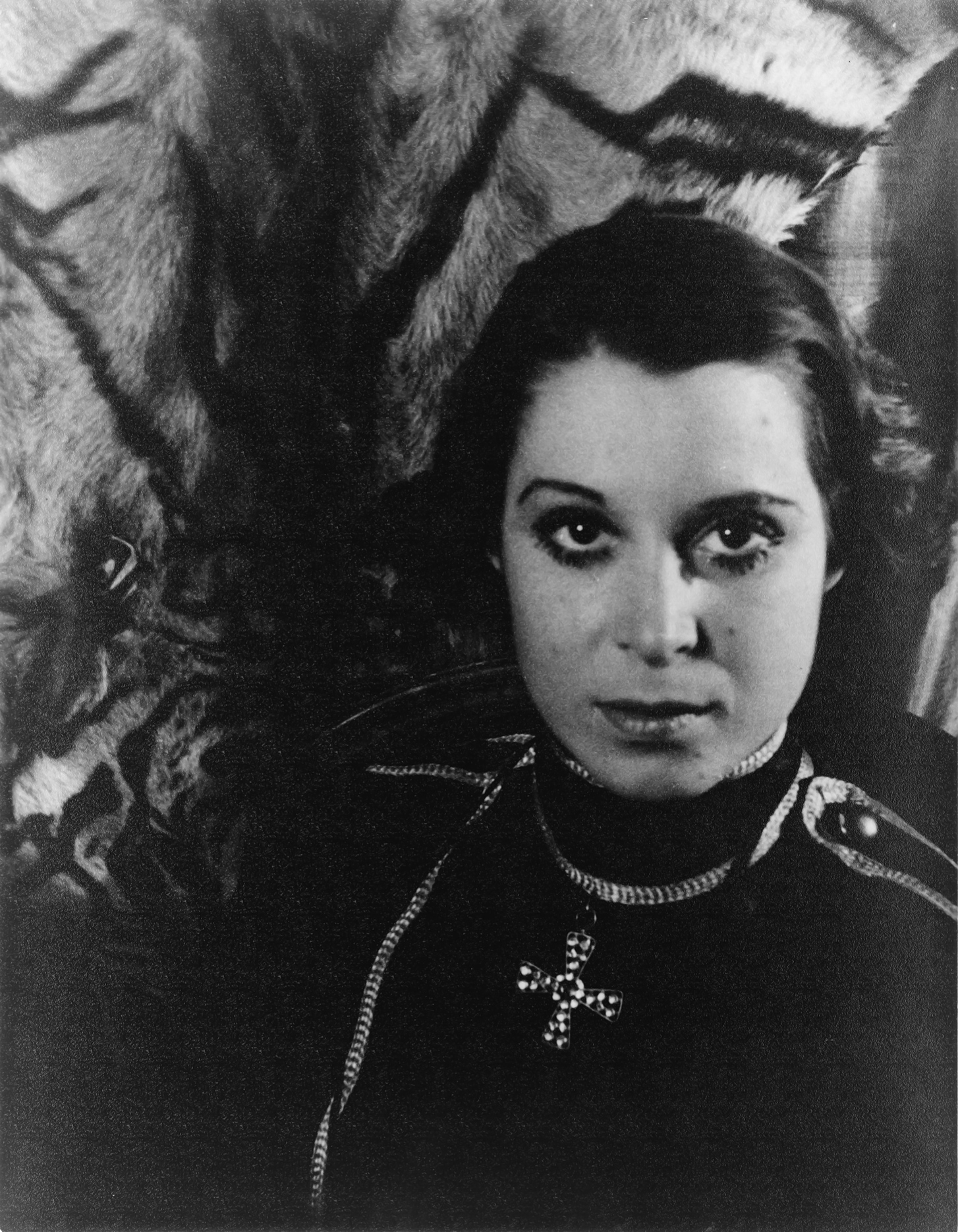
Kitty Carlisle Hart
geboren in 1910

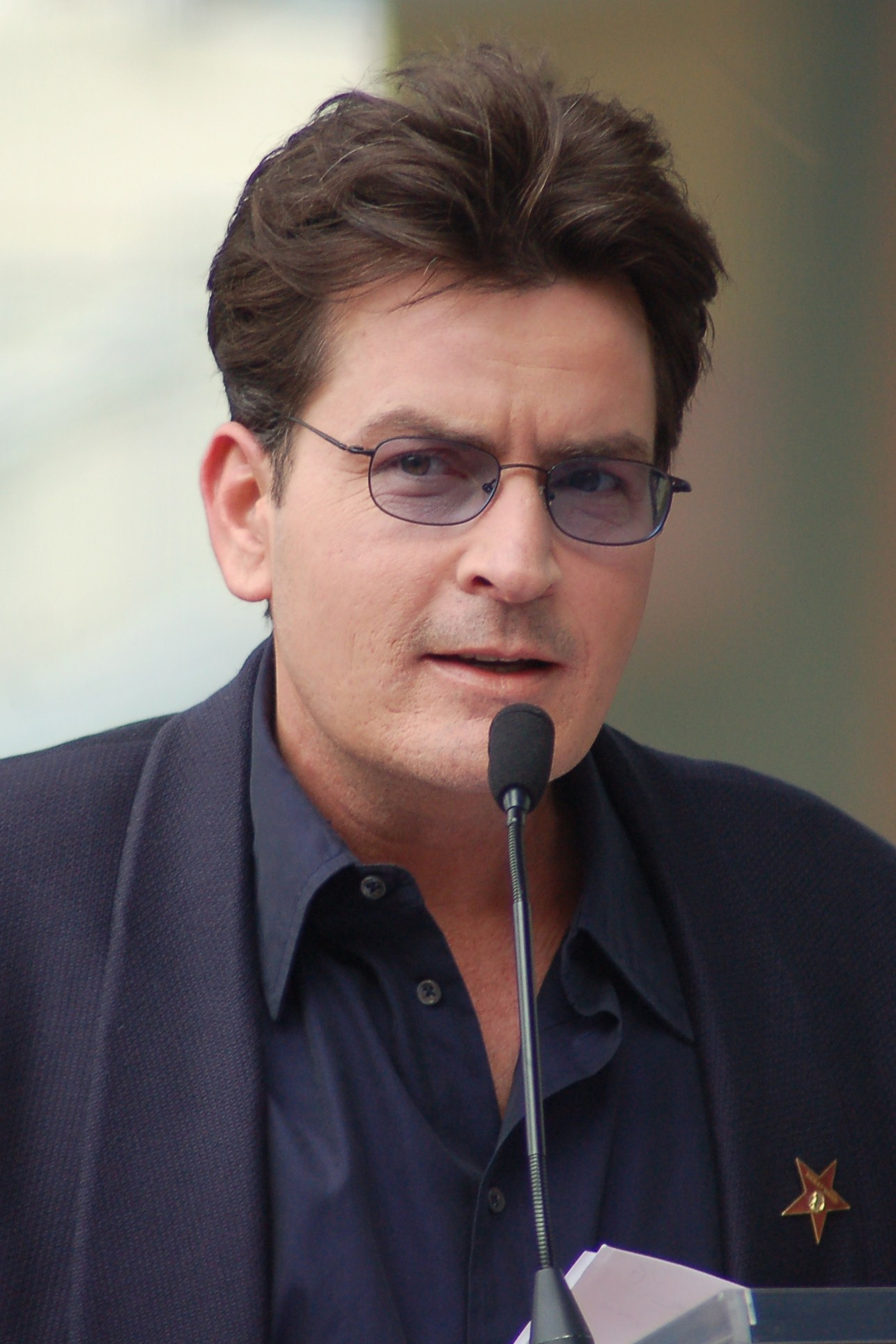
Charlie Sheen
geboren in 1965

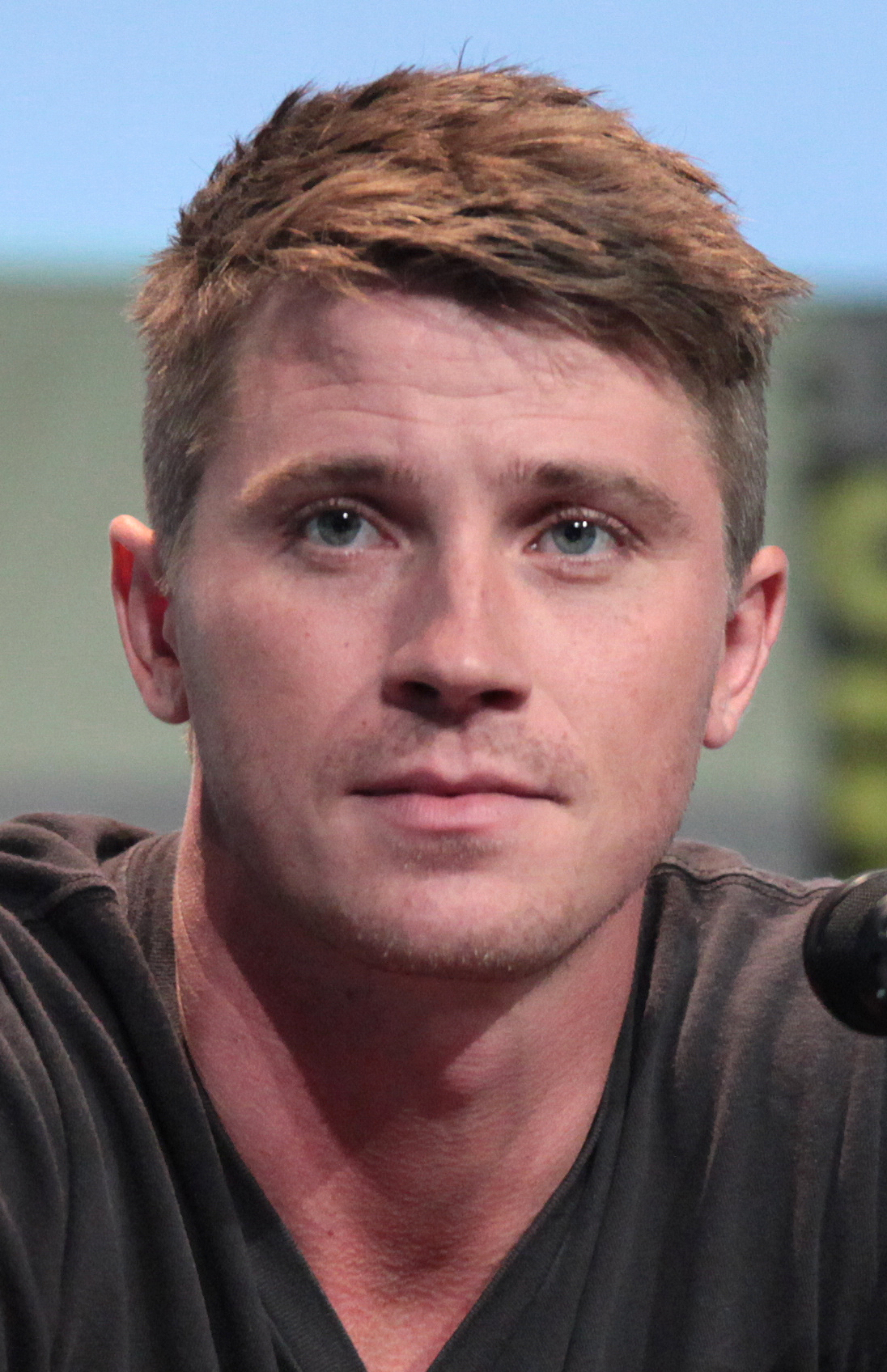
Garrett Hedlund
geboren in 1984

- 1349 - Albrecht III van Oostenrijk, aartshertog van Oostenrijk (overleden 1395)
- 1499 - Diana van Poitiers, gravin van Saint-Vallier (overleden 1566)
- 1568 - Adriano Banchieri, Italiaans componist en organist (overleden 1634)
- 1587 - Juliana van Nassau-Siegen (overleden 1643)
- 1659 - Karel Siegfried van Nassau-Ottweiler, Duits militair (overleden 1679)
- 1695 - Pietro Locatelli, Italiaans componist en violist (overleden 1764)
- 1703 - Johan Theodoor van Beieren, kardinaal, prins-bisschop van Luik (overleden 1763)
- 1710 - Abraham Trembley, Zwitsers natuuronderzoeker (overleden 1784)
- 1774 - Willem François Boreel, Nederlands militair (overleden 1851)
- 1781 - Eugène de Beauharnais, groothertog van Frankfurt (overleden 1824)
- 1829 - Adolf Fick, Duits fysioloog (overleden 1901)
- 1840 - Léon Gérard, Belgisch politicus (overleden 1922)
- 1851 - Olga Konstantinova van Rusland (overleden 1926)
- 1854 - Willem Marinus van Rossum, Nederlands curiekardinaal (overleden 1932)
- 1855 - Jan Fortuijn, Nederlands socialist en vrijdenker (overleden 1940)
- 1855 - Emiel Jan Seghers, Belgisch bisschop van Gent (overleden 1927)
- 1856 - Jacques Leijh, Nederlands architect (overleden 1902)
- 1856 - Louis Sullivan, Amerikaans architect (overleden 1924)
- 1858 - Francis Preserved Leavenworth, Amerikaans astronoom (overleden 1928)
- 1859 - Jean Jaurès, Frans politicus (overleden 1914)
- 1869 - Fritz Pregl, Oostenrijks chemicus (overleden 1930)
- 1875 - Ferdinand Porsche, Duits autobouwer (overleden 1951)
- 1881 - Franz Koenigs, Nederlands bankier en kunstverzamelaar (overleden 1941)
- 1884 - Alex Gutteling, Nederlands dichter en criticus (overleden 1910)
- 1889 - Henri Wijnmalen, Nederlands piloot en luchtvaartpionier (overleden 1964)
- 1894 - Luigi Platé, Italiaans autocoureur (overleden 1975)
- 1897 - Frits Schutte, Nederlands zwemmer (overleden 1986)
- 1897 - Corry Tendeloo, Nederlands politica (overleden 1956)
- 1898 - Barend de Graaff, Nederlands schrijver (overleden 1983)
- 1900 - Eduard van Beinum, Nederlands dirigent (overleden 1959)
- 1900 - Urho Kekkonen, Fins politicus (overleden 1986)
- 1903 - Alphonse Williame, Belgisch politicus (overleden 1989)
- 1905 - Carl Anderson, Amerikaans natuurkundige (overleden 1991)
- 1905 - Simeon Toribio, Filipijns atleet (overleden 1969)
- 1909 - Joe Giba, Amerikaans autocoureur (overleden 1986)
- 1910 - Kitty Carlisle Hart, Amerikaans actrice (overleden 2007)
- 1910 - Maurice Papon, Frans politiefunctionaris, politicus en oorlogsmisdadiger (overleden 2007)
- 1915 - Knut Nystedt, Noors componist (overleden 2014)
- 1915 - Memphis Slim, Amerikaans pianist (overleden 1988)
- 1916 - Trigger Alpert, Amerikaans jazz-contrabassist (overleden 2013)
- 1916 - Dolf Kloek, Nederlands schrijver van streekromans (overleden 2012)
- 1917 - Paul Zoungrana, kardinaal-aartsbisschop van Ouagadougou (Burkina Faso) (overleden 2000)
- 1918 - Helen Wagner, Amerikaans actrice (overleden 2010)
- 1921 - Cab Kaye, Engels-Ghanees-Nederlands jazzmusicus, bandleader, entertainer, drummer, gitarist, pianist, songwriter en zanger (overleden 2000)
- 1922 - Coen Bekink, Nederlands architect en stedenbouwkundige (overleden 1996)
- 1923 - Mort Walker, Amerikaans striptekenaar (overleden 2018)
- 1925 - Hank Thompson, Amerikaans countryzanger (overleden 2007)
- 1926 - Anne Jackson, Amerikaans actrice (overleden 2016)
- 1926 (of 1929)[a] - Irene Papas, Grieks actrice en zangeres (overleden 2022)
- 1927 - Wayne Peterson, Amerikaans jazzpianist, -componist en hoogleraar (overleden 2021)
- 1928 - Gaston Thorn, Luxemburgs advocaat en politicus (overleden 2007)
- 1929 - Carlo Clerici, Zwitsers wielrenner (overleden 2007)
- 1929 - Gino Orlando, Braziliaans voetballer (overleden 2003)
- 1929 - Wouter van Harselaar, Nederlands landbouwer en politicus (overleden 2016)
- 1930 - Wilhelm Holzbauer, Oostenrijks architect (overleden 2019)
- 1930 - Haty Tegelaar-Boonacker, Nederlands politica (overleden 1994)
- 1931 - Rudolf Kelterborn, Zwitsers componist en dirigent (overleden 2021)
- 1931 - Guy Spitaels, Belgisch politicus (overleden 2012)
- 1931 - Jacques Vandenhaute, Belgisch politicus (overleden 2014)
- 1932 - Steve Rowland, Amerikaans muziekproducent en zanger
- 1933 - Tompall Glaser, Amerikaans countryzanger en songwriter (overleden 2013)
- 1934 - Freddie King, Amerikaans bluesgitarist en zanger (overleden 1976)
- 1934 - Lucien Muller, Frans voetballer en voetbalcoach
- 1934 - Rolando Olalia, Filipijns vakbondsleider (overleden 1986)
- 1934 - Peter Oosthoek, Nederlands acteur, regisseur en toneelleider (overleden 2015)
- 1935 - Otto Ketting, Nederlands componist (overleden 2012)
- 1936 - Zine El Abidine Ben Ali, Tunesisch president (overleden 2019)
- 1938 - Ryoji Noyori, Japans scheikundige
- 1940 - Eduardo Galeano, Uruguayaans schrijver en journalist (overleden 2015)
- 1940 - Willem van Manen, Nederlands jazzmusicus (overleden 2024)
- 1940 - Kevin Starr, Amerikaans historicus (overleden 2017)
- 1941 - Sergej Dovlatov, Russisch schrijver (overleden 1990)
- 1943 - Andrew Jennings, Brits onderzoeksjournalist en schrijver (overleden 2022)
- 1943 - Valerie Perrine, Amerikaans model en actrice
- 1943 - Valère Vautmans, Belgisch politicus (overleden 2007)
- 1944 - B.B. Seaton, Jamaicaans reggaezanger, songwriter en muziekproducent (overleden 2024)
- 1944 - Cor Stolzenbach, Nederlands voetballer
- 1944 - Jacq Vogelaar, Nederlands dichter, schrijver en literatuurcriticus (overleden 2013)
- 1946 - Henk den Duijn, Nederlands burgemeester (overleden 2024)
- 1946 - June Fairchild, Amerikaans actrice en danseres (overleden 2015)
- 1946 - Dirceu Lopes, Braziliaans voetballer
- 1946 - René Pijnen, Nederlands wielrenner
- 1947 - Kjell Magne Bondevik, premier van Noorwegen
- 1947 - Mario Draghi, Italiaans bankier en econoom
- 1947 - Gérard Houllier, Frans voetbalcoach (overleden 2020)
- 1948 - Levy Mwanawasa, derde president van Zambia (overleden 2008)
- 1949 - Onaje Allan Gumbs, Amerikaans jazztoetsenist en arrangeur (overleden 2020)
- 1949 - José Pékerman, Argentijns voetbalcoach
- 1952 - Ekkehard Fasser, Zwitsers bobsleepiloot (overleden 2021)
- 1953 - Jan Formannoy, Nederlands voetballer
- 1953 - Aucke van der Werff, Nederlands politicus
- 1954 - David Elleray, Engels voetbalscheidsrechter
- 1954 - Janny van der Heijden, Nederlands culinair publiciste en jurylid
- 1954 - Paul Scheffer, Nederlands politicus en publicist
- 1954 - Jaak Uudmäe, Estisch atleet
- 1955 - Leen van Dijke, Nederlands timmerman en politicus
- 1955 - Steve Jones, Brits gitarist
- 1956 - Adam Brooks, Canadees regisseur
- 1958 - Peter van Dalen, Nederlands ambtenaar en politicus
- 1958 - Kettly Mars, Haïtiaans dichteres en schrijfster
- 1960 - Anett Pötzsch, Oost-Duits kunstschaatsster
- 1960 - Sergei Rodionov, Sovjet-Russisch voetballer en trainer
- 1963 - Guido Imbens, Nederlands-Amerikaans econoom en Nobelprijswinnaar
- 1964 - Adam Curry, Nederlands deejay en ondernemer
- 1965 - Froukje de Jonge, Nederlands politica en bestuurster
- 1965 - Costas Mandylor, Australisch acteur en voetballer
- 1965 - Derek Redmond, Brits atleet
- 1965 - Charlie Sheen, Amerikaans acteur
- 1965 - Carlos Simon, Braziliaans voetbalscheidsrechter
- 1968 - André Cats, Nederlands zwemtrainer
- 1968 - Grace Poe-Llamanzares, Filipijns politicus
- 1968 - Tommy Rustad, Noors autocoureur
- 1969 - Michael Steinbach, Duits roeier
- 1970 - Gareth Southgate, Engels voetballer en voetbalcoach
- 1971 - Kiran Desai, Indiaas-Amerikaans schrijfster
- 1971 - Peter Fox, Duits zanger
- 1971 - Paolo Montero, Uruguayaans voetballer
- 1972 - Tim Lobinger, Duits atleet (overleden 2023)
- 1973 - Jeroen van Koningsbrugge, Nederlands acteur
- 1973 - Jennifer Paige, Amerikaans zangeres
- 1974 - Didier André, Frans autocoureur
- 1975 - Elisabeth Meuleman, Belgisch politicus
- 1975 - Alexander Onisjtsjoek, Amerikaans schaker
- 1976 - Ashley Jones, Amerikaans soapactrice
- 1976 - Samuel Kuffour, Ghanees voetballer
- 1976 - Francisco Mancebo, Spaans wielrenner
- 1976 - Ivan Vicelich, Nieuw-Zeelands voetballer
- 1977 - Stephen Laybutt, Australisch voetballer (overleden 2024)
- 1977 - Olof Mellberg, Zweeds voetballer
- 1978 - Sam Oud, Nederlands slalomkanoër
- 1978 - Jorge Verkroost, Nederlands musicalacteur
- 1979 - Júlio César Soares Espíndola, Braziliaans voetbaldoelman
- 1981 - Jonathan Bourdon, Belgisch voetballer
- 1981 - Jevgenija Brik, Russisch actrice (overleden 2022)
- 1981 - Bracha van Doesburgh, Nederlands actrice
- 1982 - Sarah Burke, Canadees freestyleskiester (overleden 2012)
- 1982 - Fearne Cotton, Engels televisiepresentatrice
- 1982 - Koen van de Laak, Nederlands voetballer
- 1983 - Joseph Detmer, Amerikaans atleet
- 1983 - Augusto Farfus, Braziliaans autocoureur
- 1984 - Garrett Hedlund, Amerikaans acteur
- 1984 - Mario Mutsch, Luxemburgs voetballer
- 1985 - Mark van den Boogaart, Nederlands voetballer
- 1985 - Scott Carson, Engels voetbaldoelman
- 1985 - Friba Razayee, Afghaans judoka
- 1985 - Tyrone Spong, Surinaams-Nederlands bokser en kickbokser
- 1986 - Blel Kadri, Frans wielrenner
- 1986 - Richard Keen, Brits autocoureur
- 1986 - Shaun White, Amerikaans snowboarder en skateboarder
- 1987 - Mohammed Faouzi, Nederlands voetballer
- 1988 - Jérôme Boateng, Duits voetballer
- 1989 - Koen Naert, Belgisch atleet
- 1990 - Joey Mense, Nederlands paralympisch sporter
- 1993 - Dominic Thiem, Oostenrijks tennisser
- 1995 - Niklas Süle, Duits voetballer
- 1999 - Kimberley Smit, Nederlands voetbalster
- 2000 - Brandon Williams, Engels voetballer
- 2000 - Lily Woodham, Welsh voetbalster
- 2001 - Kaia Gerber, Amerikaans model
- 2001 - Sting Ray Robb, Amerikaans autocoureur
- 2003 - Eileen Gu, Amerikaans freestyleskiester
- 2003 - Lieke de With, Nederlands voetbalster
- 2004 - Léandre Lozouet, Frans wielrenner

## Overleden

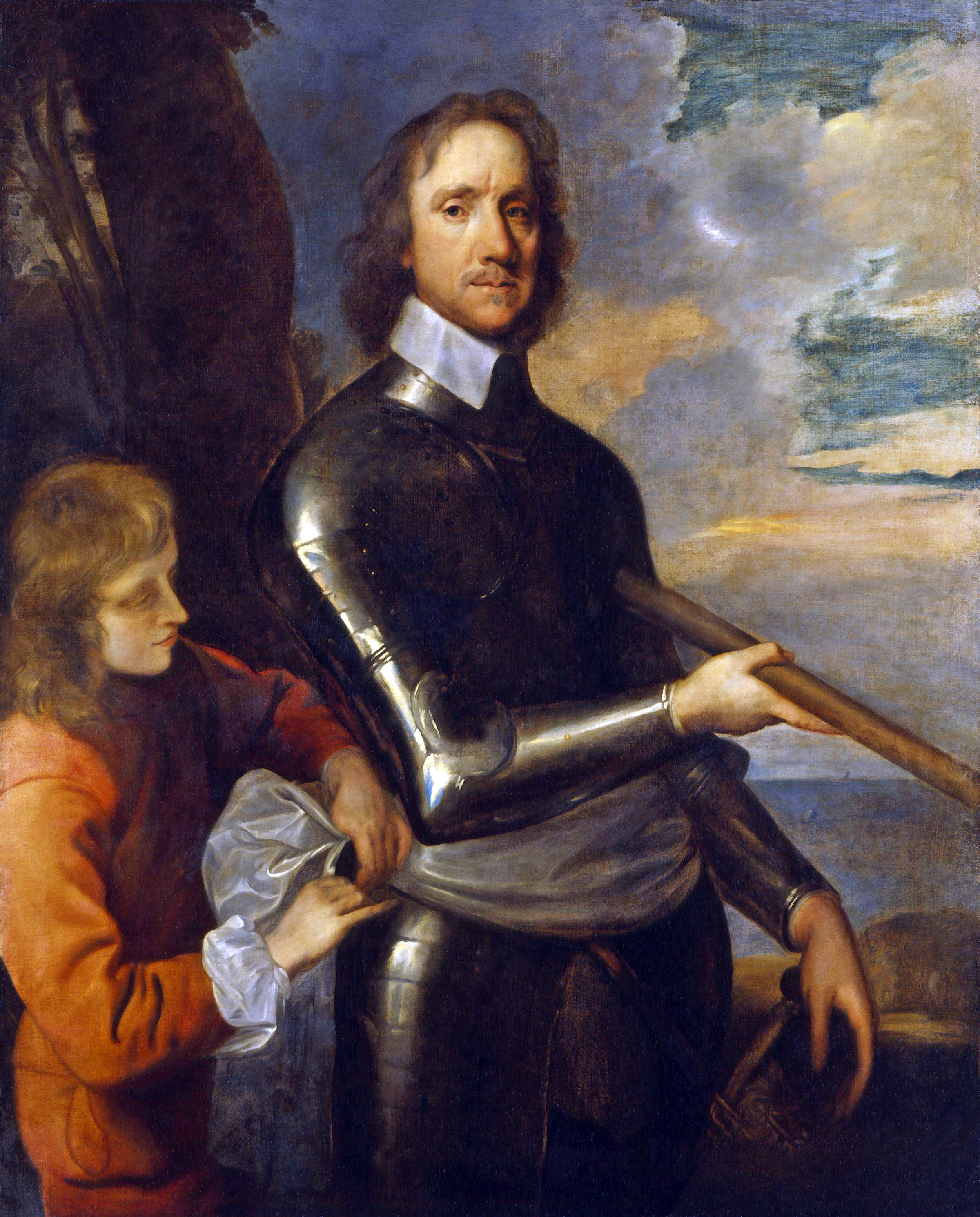
Oliver Cromwell
overleden in 1658

- 818 - Hildebold van Keulen, aartsbisschop van Keulen
- 1402 - Gian Galeazzo Visconti (51), hertog van Milaan
- 1592 - Robert Greene (±32), Engels schrijver
- 1658 - Oliver Cromwell (59), Lord Protector van Engeland
- 1883 - Ivan Toergenjev (64), Russisch schrijver
- 1886 - Christoffel Meyer Nap (79), Nederlands advocaat en politicus
- 1944 - František Drdla (75), Tsjechisch violist en componist
- 1946 - Paul Lincke (79), Duits componist en theaterkapelmeester
- 1948 - Edvard Beneš (64), Tsjecho-Slowaaks president
- 1962 - E.E. Cummings (67), Amerikaans dichter en schrijver
- 1973 - Rufino Santos (65), Filipijns kardinaal en aartsbisschop van Manilla
- 1974 - Harry Partch (73), Amerikaans componist, musicoloog en muziekinstrumentenbouwer
- 1975 - Marshall Kay (70), Canadees/Amerikaans geoloog
- 1976 - Kees Pijl (79), Nederlands voetballer
- 1982 - Hércules de Miranda (Hércules) (70), Braziliaans voetballer
- 1984 - Herman Vanderpoorten (62), Belgisch politicus
- 1985 - Jo Jones (73), Amerikaans jazz-drummer
- 1988 - Bob Bonte (59), Nederlands zwemmer
- 1988 - Ferenc Sas (73), Hongaars voetballer
- 1988 - Joop Waasdorp (71), Nederlands schrijver en journalist
- 1989 - Gaetano Scirea (36), Italiaans voetballer
- 1991 - Frank Capra (94), Amerikaans filmregisseur
- 1992 - Cesar Bengzon (96), Filipijns rechter
- 1992 - Joseph Rauh (81), Amerikaans mensenrechtenadvocaat
- 1994 - Billy Wright (70), Engels voetballer
- 1995 - Ebe Yoder (78), Amerikaans autocoureur
- 2005 - William Rehnquist (80), Amerikaans rechter
- 2007 - Gustavo Eberto (24), Argentijns voetballer
- 2007 - Eddy de Heer (82), Nederlands componist, muziekproducent en tekstschrijver
- 2008 - Joan Segarra (80), Spaans voetballer
- 2008 - René Vingerhoet (86), Belgisch roeier
- 2009 - Christine D'haen (85), Belgisch dichteres
- 2011 - Andrzej Maria Deskur (87), Pools kardinaal
- 2011 - Sándor Képíró (97), Hongaars oorlogsmisdaadverdachte
- 2011 - Maud van Praag (86), Nederlands presentatrice
- 2012 - Michael Clarke Duncan (54), Amerikaans acteur
- 2012 - Sun Myung Moon (92), Koreaans religieus leider
- 2013 - Ariel Castro (53), Amerikaans misdadiger
- 2013 - Ies Keijzer (79), Nederlands burgemeester
- 2014 - Ralph Wingens (71), Nederlands acteur
- 2015 - Don Griffin (60), Amerikaans zanger en gitarist
- 2016 - Leslie H. Martinson (101), Amerikaans film- en tv-regisseur
- 2016 - Jean-Christophe Yoccoz (59), Frans wiskundige
- 2017 - John Ashbery (90), Amerikaans dichter
- 2017 - Walter Becker (67), Amerikaans componist en gitarist
- 2017 - Christian Breuer (78), Duits voetballer
- 2017 - Joan Colom i Altemir (96), Spaans fotograaf
- 2017 - Pieter van Empelen (74), Nederlands kleinkunstenaar
- 2017 - Piet Ouderland (84), Nederlands voetballer en basketballer
- 2017 - Theo Sontrop (86), Nederlands uitgever
- 2018 - Jalaluddin Haqqani (79), Afghaans terroristenleider
- 2018 - Ina Isings (99), Nederlands hoogleraar archeologie
- 2018 - Paul Koech (48), Keniaans atleet
- 2018 - Thomas Rickman (78), Amerikaans scenarioschrijver en filmregisseur
- 2019 - Halvard Hanevold (49), Noors biatleet
- 2019 - Diet Eman (99), Nederlands verzetsstrijdster
- 2019 - Carol Lynley (77), Amerikaans actrice
- 2019 - José de Jesús Pimiento Rodríguez (100), Colombiaans kardinaal
- 2019 - Jay-Ronne Grootfaam (18), Nederlands drillrapper
- 2023 - Carme Junyent i Figueras (68), Spaans taalkundige
- 2024 - Klaas Bijl (76), Nederlands voetballer
- 2024 - Joost Váhl (84), Nederlands stedenbouwkundige

## Viering/herdenking
- Katholieke kalender:

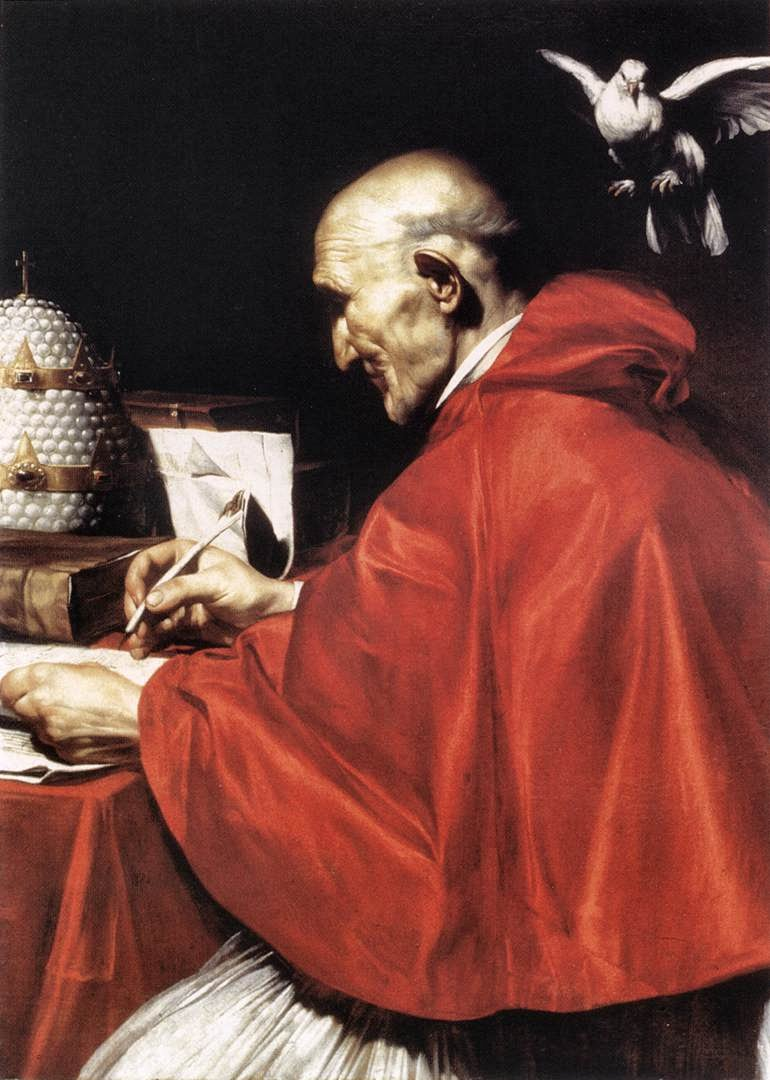
Gregorius de Grote

  - Heilige Gregorius de Grote († 604), Patroon van de kerkzangers - Gedachtenis
  - Heilige Remaclus (van Stavelot) († c. 673) - Gedachtenis (in bisdom Luik en bisdom Namen)
  - Heilige Foebe van Rome († 1e eeuw)
  - Heilige Marinus (van Rimini) († c. 360)
  - Heilige Mansuetus van Toul († 4e eeuw)
  - Heilige Eufemia en Dorothea van Aquilea († 1e eeuw)
  - Bisdom Roermond: verjaardag wijding kathedraal - Feest (Roermond)

## Weerextremen

### Nederland
| | Officiële records | Officiële records | Officiële records |      | Landelijke records | Landelijke records | Landelijke records        |
| Gebeurtenis | Jaar              | Extreem           | Locatie           | Jaar | Extreem            | Locatie            |                           |
| --- | ----------------- | ----------------- | ----------------- | ---- | ------------------ | ------------------ | ------------------------- |
| Laagste etmaalgemiddelde temperatuur (°C) | 1957              | 10,9              | De Bilt           |      | 1989               | 10,4               | Twenthe                   |
| Hoogste etmaalgemiddelde temperatuur (°C) | 2011              | 20,8              | De Bilt           |      | 1906               | 23,2               | Maastricht                |
| Laagste minimumtemperatuur (°C) | 1923              | 4,2               | De Bilt           |      | 1989 2003          | 3,1                | Deelen Twenthe            |
| Hoogste minimumtemperatuur (°C) | 1984              | 17,0              | De Bilt           |      | 1906, 2022         | 18,3               | Vlissingen                |
| Laagste maximumtemperatuur (°C) | 1963              | 14,8              | De Bilt           |      | 1915               | 13,2               | De Kooy                   |
| Hoogste maximumtemperatuur (°C) | 1991              | 30,1              | De Bilt           |      | 1906               | 33,2               | Maastricht                |
| Hoogste uurgemiddelde windsnelheid (m/s) | 1932, 1934, 1944  | 10,8              | De Bilt           |      | 1983               | 21,1               | Huibertgat, Oosterschelde |
| Hoogste windstoot (m/s) | 1983              | 21,6              | De Bilt           |      | 2011               | 31,0               | Vlissingen                |
| Langste zonneschijnduur (uur) | 1940              | 12,3              | De Bilt           |      | 1999               | 12,8               | Lelystad                  |
| Langste neerslagduur (uur) | 1932              | 13,3              | De Bilt           |      | 2020               | 15,5               | Heino                     |
| Hoogste etmaalsom van de neerslag (mm) | 1932              | 42,8              | De Bilt           |      | 1932               | 42,8               | De Bilt                   |
| Laagste etmaalgemiddelde relatieve vochtigheid (%) | 2022              | 56                | De Bilt           |      | 2022               | 45                 | Twenthe                   |
| Laagste uurwaarde luchtdruk op zeeniveau (hPa) | 1965              | 993,4             | De Bilt           |      | 2009               | 990,8              | Vlieland                  |
| Hoogste uurwaarde luchtdruk op zeeniveau (hPa) | 2003              | 1031,4            | De Bilt           |      | 2005               | 1032,4             | Eelde                     |
| Officiële records worden altijd gemeten op het KNMI-weerstation in De Bilt. Landelijke records kunnen worden gemeten op elk officieel KNMI-weerstation in Nederland. |                   |                   |                   |      |                    |                    |                           |

Uitzonderlijke gebeurtenissen
- 1906 - Officieel hoogste maximumtemperatuur in °C van het jaar gemeten in De Bilt: 28,7
- 1936 - Laatste officiële zomerse dag van het jaar (maximumtemperatuur ≥ 25 °C in De Bilt)
- 1939 - Officieel hoogste minimumtemperatuur in °C van het jaar gemeten in De Bilt: 16,5
- 1942 - Laatste officiële zomerse dag van het jaar (maximumtemperatuur ≥ 25 °C in De Bilt)
- 1962 - Laatste officiële zomerse dag van het jaar (maximumtemperatuur ≥ 25 °C in De Bilt)
- 1984 - Officieel hoogste minimumtemperatuur in °C van het jaar gemeten in De Bilt: 17,0
- 1991 - Laatste officiële tropische dag van het jaar (maximumtemperatuur ≥ 30 °C in De Bilt)
- 2023 - Officieel hoogste uurwaarde luchtdruk op zeeniveau in hPa van september dit jaar gemeten in De Bilt: 1028,6
- 2023 - Landelijk hoogste uurwaarde luchtdruk op zeeniveau in hPa van september dit jaar gemeten in Eelde en Twenthe: 1029,0

### België
Dagrecords
- 1847 - Laagste etmaalgemiddelde temperatuur 10,6 °C
- 1906 - Hoogste etmaalgemiddelde temperatuur 24,3 °C
- 1909 en 1923 - Laagste minimumtemperatuur 5,5 °C
- 1906 - Hoogste maximumtemperatuur 31,6 °C
- 2001 - Hoogste etmaalsom van de neerslag 18 mm

Uitzonderlijke gebeurtenissen
- 1929 - Maximumtemperatuur tot 33,6 °C in Wardin (Bastogne).
- 2003 - In Neidingen (Sankt Vith) daalt de minimumtemperatuur tot –1,0 °C.
- 2004 - In Eigenbrakel is er een groot verschil tussen de minimumtemperatuur van 0,2 °C en de maximumtemperatuur van 26,6 °C.

<< · 1 · 2 · 3 · 4 · 5 · 6 · 7 · 8 · 9 · 10 · 11 · 12 · 13 · 14 · 15 · 16 · 17 · 18 · 19 · 20 · 21 · 22 · 23 · 24 · 25 · 26 · 27 · 28 · 29 · 30 · >>